# Хуан Туньяс
Хуан Туньяс Бахенета, також відомий як Ромперредес (ісп. Juan Tuñas Bajeneta / Romperredes; нар. 17 липня 1917, Гавана, Куба — пом. 4 квітня 2011, Мехіко, Мексика) — кубинський футболіст, нападник.

## Клубна кар'єра
Футбольну кар'єру розпочав у кубинському клубі «Сентро Гальєго», в якому виступав до 1940 року. В 1941 році перейшов до іншого кубинського клубу, «Хувентуд Астуріана», за який відзначився 28-а голами. Після того як кубинці зуміли вийти до 1/4 фіналу чемпіонату світу, переїхав до Мексики, де виступав за «Реал Еспанья». У футболці столичного клубу двічі ставав переможцем чемпіонату Мексики (1942, 1945). У 1943 році був визнаний найкращим кубинським спортсменом, який виступає за кордоном. Протягом своєї кар'єри в Мексиці, декілька разів відзначався хет-триком, а 26 березня 1942 року відзначився 4-а голами в переможному (4:1) поєдинку чемпіонату Мексики проти іншої столичної команди «Клуб Марте». Завершив футбольну кар'єру по закінченні сезону 1946/47 років.

## Кар'єра в збірній
Виступав у національної збірної Куби в 30-х та 40-х роках XX століття. У 1938 році взяв участь у чемпіонаті світу. На Мундіалі у Франції зіграв у всіх трьох матчах, двох поєдинках першого раунду проти Румунії, а також у програному (0:8) поєдинку 1/4 фіналу проти Швеції.

## Особисте життя
Мав прізвисько «Ромперредес», що в перекладі з іспанської мови означало «справжній вибух», оскільки після його потужних ударах по воротам в сітках залишалися дірки. У 2005 році в Гавані отримав Премію Gloria del Deporte Cubano. Після завершення футбольної кар'єри залишився жити в Мехіко, тривалий час залишався єдиним живим кубинцем, який брав участь у чемпіонаті світу 1938 року. Помер у квітні 2011 року.

## Досягнення
- Чемпіонат Куби
  -  Чемпіон (4): 1938, 1939, 1940 («Сентро Гальєго»), 1941 («Хувентуд Астуріана»)

- Чемпіонат Мексики
  -  Чемпіон (2): 1941/42 (аматорський), 1944/45 (професіональний)

- Найкращий бомбардир чемпіонату Куби (4): 1938, 1939, 1940, 1941[4].